# Pseudenargia rufa
Pseudenargia rufa là một loài bướm đêm trong họ Noctuidae.